# Margyricarpus pinnatus
Margyricarpus pinnatus är en rosväxtart som först beskrevs av Jean-Baptiste de Lamarck, och fick sitt nu gällande namn av Carl Ernst Otto Kuntze. Margyricarpus pinnatus ingår i släktet Margyricarpus och familjen rosväxter. Utöver nominatformen finns också underarten M. p. hirsutus.

## Bildgalleri

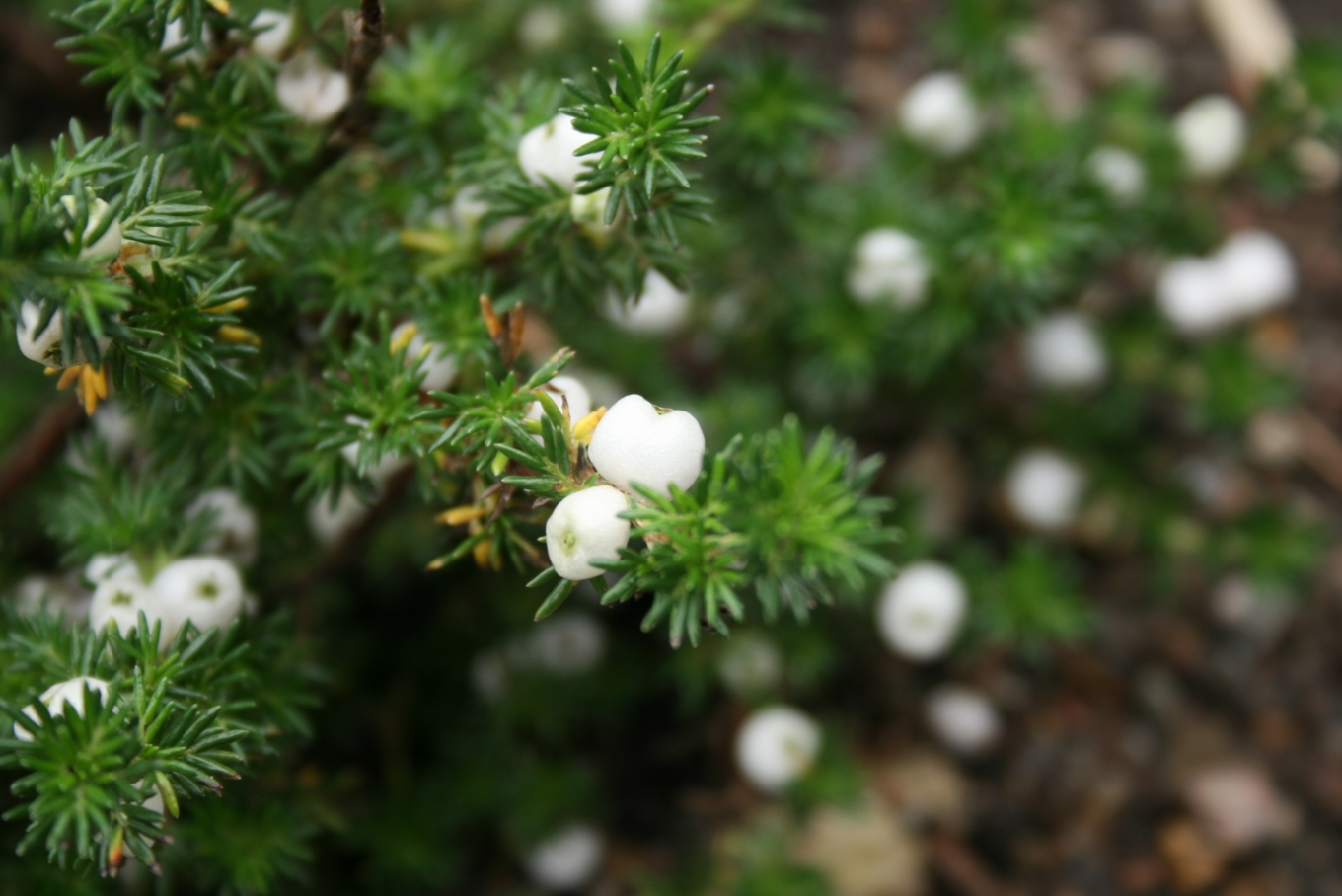